# Cirrus Logic

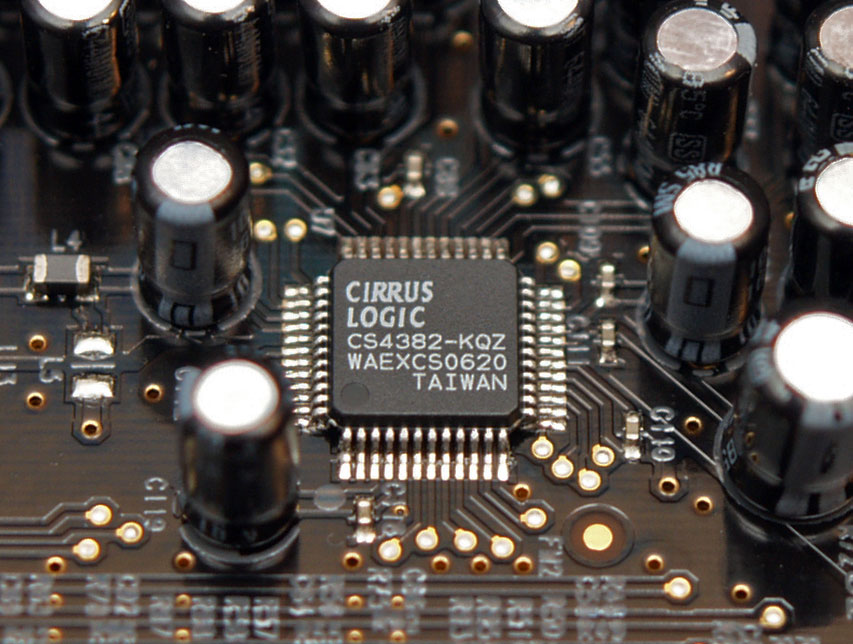
Cirrus Logic CS4382 - Conversor digital-analógico de 8 canales en una tarjeta de sonido Sound Blaster X-Fi Fatal1ty

Cirrus Logic (NASDAQ: CRUS) es una empresa de electrónica sin fábricas especializada en circuitos integrados para Conversión analógica-digital, Procesador digital de señal y amplificadores electrónicos. Su sede central se encuentra actualmente en Austin, Texas. Sus procesadores de audio y los convertidores de audio se encuentran en muchos productos de audio profesional y de entretenimiento de consumo, como reproductores multimedia portátiles, equipos de cine en casa, televisores y hardware para decodificadores. Los chips convertidores de analógico a señal mixta de Cirrus Logic también se utilizan en una amplia variedad de aplicaciones industriales relacionadas con la energía. En un momento, Cirrus Logic también diseñó y vendió controladores para módem, chips controladores de disco duro, controladores de unidades de disco compacto y CD-ROM, y chips para tarjeta de sonido y tarjeta gráfica para ordenadores personales (Cirrus Logic ha abandonado esa rama de negocio). La compañía fue fundada como Patil Systems, Inc., en Salt Lake City en 1981, por el Dr. Suhas Patil y rebautizado como Cirrus Logic cuando se trasladó a Silicon Valley en 1984.
Cirrus Logic cuenta con más de 1000 patentes y más de 600 productos que atienden a más de 2500 clientes finales a nivel mundial.

## Subsidiarias
- Cirrus Logic International Ltd. (Bermuda)
- Cirrus Logic KK (Japón)
- Cirrus Logic GmbH (Alemania
- Cirrus Logic Korea Co. Ltd. (Corea del sur)
- Cirrus Logic Ltd. (Reino Unido)
- Cirrus Logic International SARL (Francia)
- Cirrus Logic software India, Pvt. Ltd.
- EAudio, Inc.
- EMicro Corporation
- Crystal Semiconductor Corporation
- Pacific Communication Sciences, Inc.

## Breve historia
Patil Systems, Inc., fue fundada en Salt Lake City en 1981 por el Dr. Suhas Patil. En 1983 la compañía fue reorganizada por el Dr. Patil, Kamran Elahian, y el inversor de capital riesgo Fred Nazem, cuya firma, Nazem and Company proporciona a la compañía la primera ronde de financiación. Al trasladarse a Silicon Valley en 1984 para centrarse en soluciones para el creciente mercado de los componentes de PC cambia su nombre a Cirrus Logic.  Michael Hackworth fue nombrado presidente y director ejecutivo en enero de 1985, y sirvió como CEO hasta febrero de 1999. En 1989 comienza a cotizar en el NASDAQ: CRUS. En 1991 adquiere Crystal Semiconductor, proveedor líder de circuitos integrados de Conversión analógica-digital y Procesador digital de señal.
En la década de 1990, Cirrus Logic se convirtió en un proveedor líder de GPUs y DSPs para los fabricantes de tarjetas gráficas, tarjetas de sonido y placas madre y chips de control  de disco duro.
David D. French se unió a Cirrus Logic, Inc., como presidente y director de operaciones en junio de 1998 y fue nombrado director ejecutivo en febrero de 1999. Poco después de unirse a la compañía, a través de una estrategia de adquisición reposiciona a la compañía en un proveedor líder de soluciones de alto rendimiento de chips analógicos y digitales de procesamiento para productos de electrónica de consumo y entretenimiento. M. Yousuf Palla se incorpora como Vicepresidente de Operaciones y fabricación, lo que contribuye aún más a su éxito.
En junio de 2005, Cirrus Logic vendió su división de productos de vídeo a una empresa de inversión, creando Magnum Semiconductor. Tras la renuncia de French en marzo de 2007, Jason Rhode, exvicepresidente y gerente general de la división de mezcla de señal de audio de Cirrus Logic, fue nombrado presidente y consejero delegado en mayo de 2007. Hoy en día, Cirrus Logic se centra en sus tecnologías de alta precisión para componentes digitales de procesamiento de señales de audio y los mercados energéticos.

### Cronología de los eventos clave
- 1981 – El Dr. Suhas Patil funda Patil Systems Inc. en Salt Lake City, Utah. La compañía se centra en soluciones IC para el creciente mercado de los componentes de PC.
- 1984 – Patil Systems Inc. se convierte en Cirrus Logic y traslada su sede central a Silicon Valley. Michael Hackworth es nombrado presidente y CEO.
- 1989 – Mediante una oferta pública de venta comienza a cotizar en el NASDAQ: CRUS. Desarrollo de una GPU VGA para paneles de clistal líquido.
- 1990 – Compra de Data Systems Technology.
- 1991 – Cirrus Logic adquiere Crystal Semiconductor, un proveedor líder de circuitos integrados convertidores analógicos digitales y de señal mixta. Incorpora Crystal como una de sus marcas
- 1994 – Cirrus Logic e IBM crean MiCRUS, joint venture para la fabricación de chips.
- 1995 – Cirrus Logic y Lucent Technologies Inc. crean Cirent Semiconductor, joint venture para la fabricación de chips.
- 1996 – Cirrus Logic abandona el mercado de la tarjeta gráfica
- 1998 – David D. French se une a la compañía como presidente y director de operaciones en junio y se convierte en consejero delegado en febrero de 1999. En otoño se realiza un spin-off del negocio de comunicaciones.
- 1999 – Se liquidan las dos joint ventures como un regreso al modelo fabless
- 2001 – Cirrus Logic anuncia un plan para abandonar el mercado de chips de control de disco duro
- 2001 - Cirrus Logic compra LuxSonor Semiconductor Inc., especialista en decodificación DVD; Stream Machine Co., una empresa de codificación; ShareWave Inc., especializada en redes inalámbricas para el hogar; y Peak Audio Inc. especializada en audio digital en red.
- 2003 – Cirrus Logic cierre de sus operaciones de red inalámbrica.
- 2005 – Cirrus Logic vende sus activos de productos de vídeo a empresas de inversión, creando Magnum Semiconductor, en la que mantiene una participación minoritaria.
- 2007 – Jason Rhode, exvicepresidente y gerente general de la división de mezcla de señal de audio de Cirrus Logic, es nombrado presidente y consejero delegado, sustituyendo a  French que dimitió en marzo. En julio, Cirrus Logic compra Apex Microtechnology, un proveedor líder de productos de alta potencia para los mercados industriales y aeroespaciales.

## GPUs

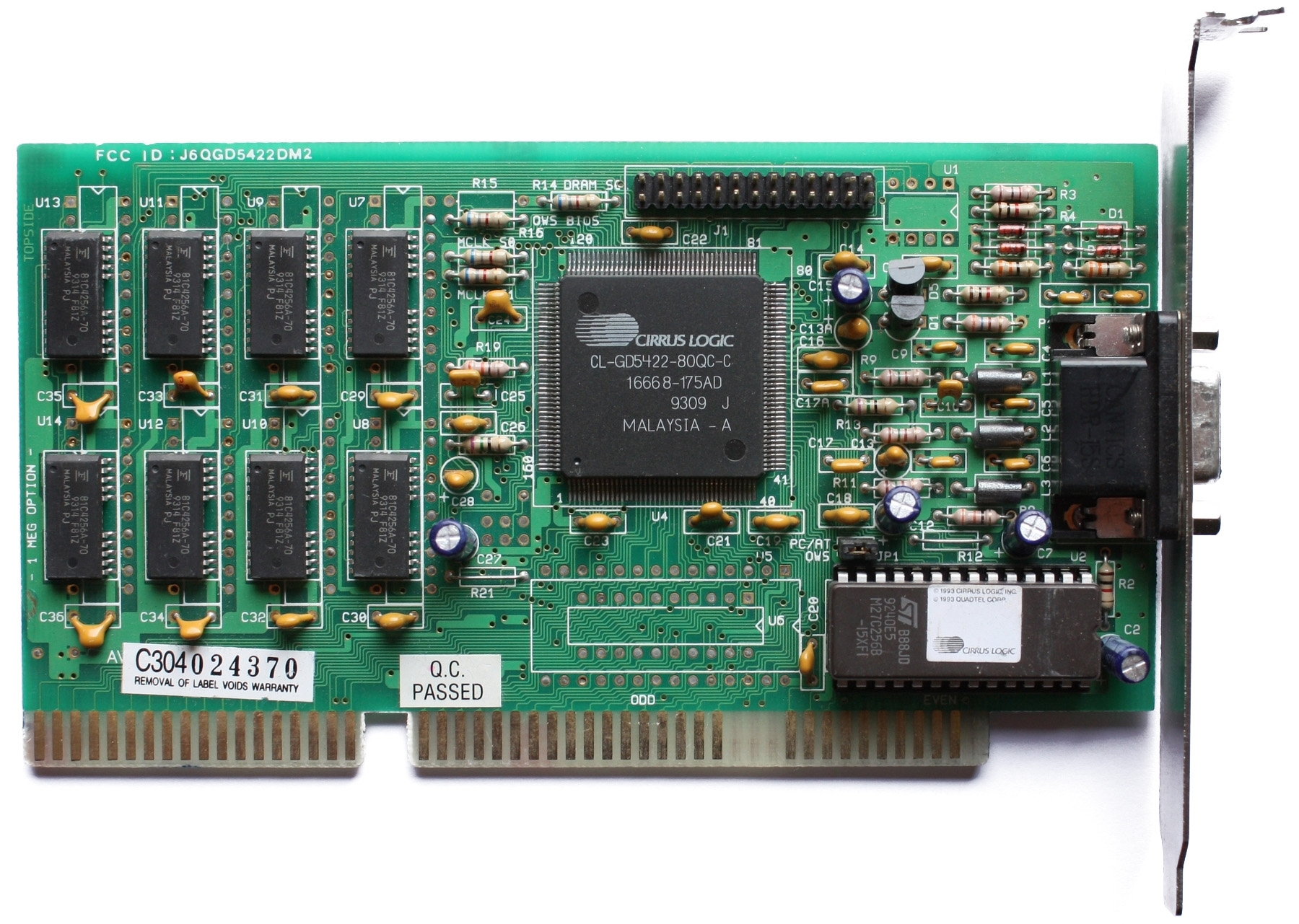
CL-GD5422 ISA

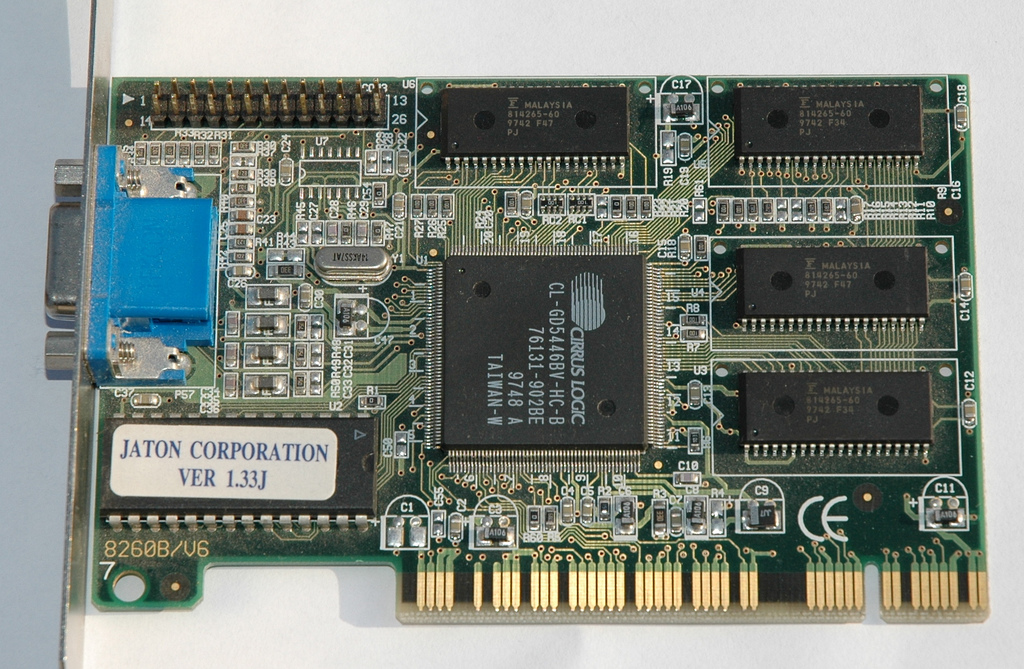
CL-GD5446 PCI

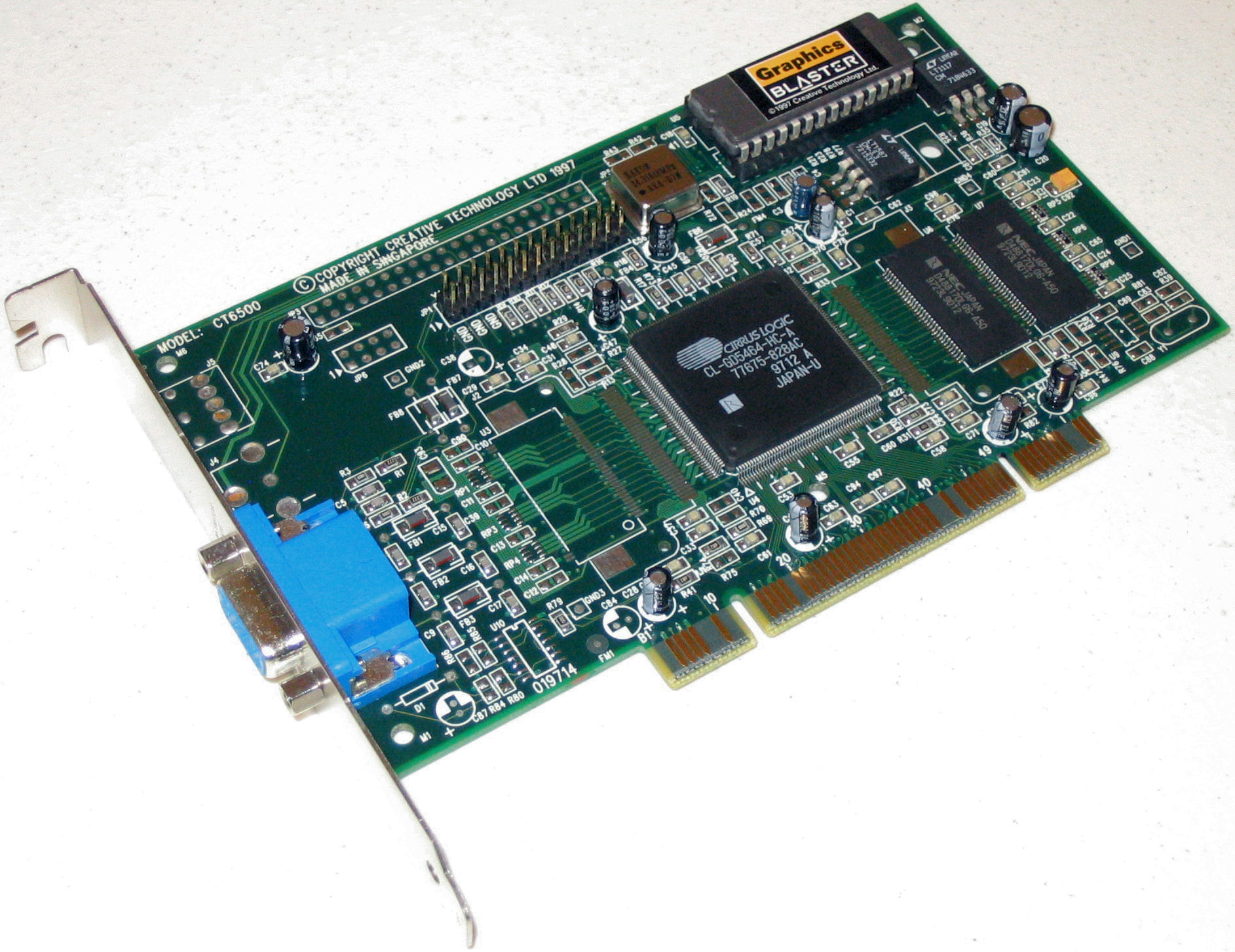
CL-GD5464 "Laguna 3D" AGP

En la década de 1990, Cirrus Logic es un proveedor líder de GPUs de bajo coste para tarjeta gráfica VGA y SVGA. Sus aceleradores gráficos 2d para Microsoft Windows (GDI) se encontraban entre los más rápidos en la gama baja del mercado, superando a los competidores de Oak Technologies, Trident Microsystems, y Paradise (Western Digital). Por ejemplo, la CL-GD5422 (1992) soporta aceleración por hardware con profundidad de color tanto de 8 bits como de 16 bits (HiColor). Fue uno de los controladores SVGA de menor precio que soportaba ambos.
A mediados de la década de 1990, cuando los ordenadores personales habían migrado al bus PCI, Cirrus había caído detrás de S3 Graphics y Trident Microsystems. Cuando se anunciaban continuos cambios en la fecha de lanzamiento del GD5470 "Mondello" la reputación de Cirrus en el mercado de equipos de escritorio caía.  (Mondello habría sido el primer acelerador 3D de la compañía, pero en su lugar se convirtió en vaporware.)
La última GPU de la compañía fueron la familia GD546x "Laguna" de aceleradores 3D PCI/AGP, que presentaban la novedad de ser una de las primeras tarjetas gráficas en usar Rambus RDRAM. Sin embargo, al igual que muchos otros chips 2D/3D del momento, el conjunto de características de corrección de perspectiva, mapeado de texturas, filtrado bilineal, iluminación de una pasada, Sombreado Gouraud, y mezcla alfa, era lento e incompleto.
Su chips fueron unos de los empleados en la parte de 2D de la 3dfx Voodoo Rush.

### Chipsets gráficos
DESKTOP
- CL-GD410 + CL-GD420 - ISA SVGA chipset, Video 7 VEGA VGA (1987)
- CL-GD510 + CL-GD520 - ISA SVGA "Eagle II" chipset, conocido por su emulación 100% CGA. (1988)
- CL-GD5320 - ISA SVGA chipset. (1990)
- CL-GD5401 - ISA SVGA chipset, también conocido como Acumos VGA (AVGA1)
- CL-GD5402 - ISA SVGA chipset, también conocido como Acumos VGA (AVGA2)
- CL-GD5410 - ISA SVGA chipset. Usado en tarjetas de gama baja y media basadas en DRAM (aceleradas), algunos chipsets para portátiles. Conocido por la integración de los componentes de la tarjeta gráfica en un chip (que incluye la RAMDAC y el reloj) en la primera fase. (1991)
- CL-GD5420 - ISA SVGA chipset, altamente integrado (15 bit RAMDAC + PLL), 1 MB.
- CL-GD5421 - ISA SVGA chipset, altamente integrado (15/16 bit RAMDAC + PLL), 1 MB.
- CL-GD5422 - Versión mejorada del CL-GD5420 (interfaz de memoria interna de 32 bits, 15/16/24 bit RAMDAC. Una tarjeta gráfica ISA con este chipset ofrece una resolución máxima entrelazada de 1280x1024  (enlace roto disponible en Internet Archive; véase el historial, la primera versión y la última).).
- CL-GD5424 - versión VLB del CL-GD5422, pero se asemeja al CL-GD5426 en algunos aspectos.
- CL-GD5425 - Chipset VGA True color con salida de TV.
- CL-GD5426 - Motor Bit blit por Hardware. Bus ISA y VLB hasta 2 MB de memoria
- CL-GD5428 - Versión mejorada del CL-GD5426. Motor BitBlt más rápido.
- CL-GD5429 - Versión mejorada del CL-GD5428; soporta velocidad de reloj mayor y tiene mapeadas en memoria las E/S.
- CL-GD5430 - Similar al CL-GD5429, pero con núcleo CL-GD543x (host interface de 32 bits).
- CL-GD5434 - Chipset de la familia Alpine con interfaz interna de memoria de 64 bits. Solo soporta el modo de 64 bits si viene con 2 MB de VRAM; normalmente equipada con 1 MB, ampliable a 2 MB.
- CL-GD5436 - Un optimizado CL-GD5434.
- CL-GD5440 - CL-GD5430 con aceleración de movimiento de vídeo. (CL-GD54M40 tiene filtros integrados.)
- CL-GD5446 - Acelerador Alpine VisualMedia de 64 bits. Solo 2D; añade aceleración de movimiento de vídeo al CL-GD5436.
- CL-GD546X - La familia Laguna VisualMedia de 2D, 3D, y aceleradores de vídeo. Los modelos CL-GD5464 y CL-GD5465 incluyen aceleración 3D (PCI, AGP). Estos chips utiliza un solo canal de memoria RDRAM, proporcionando un ancho de banda de 600 MB/s. El CL-GD5462 carece de aceleración 3D. Todos incluyen un motor BitBLT, ventanas de vídeo, y un cursor por hardware 64x64.
- CL-GD5480 - Acelerador Alpine de 64 bits con SGRAM a 100 MHz  Archivado el 3 de enero de 2018 en Wayback Machine.

MOBILE

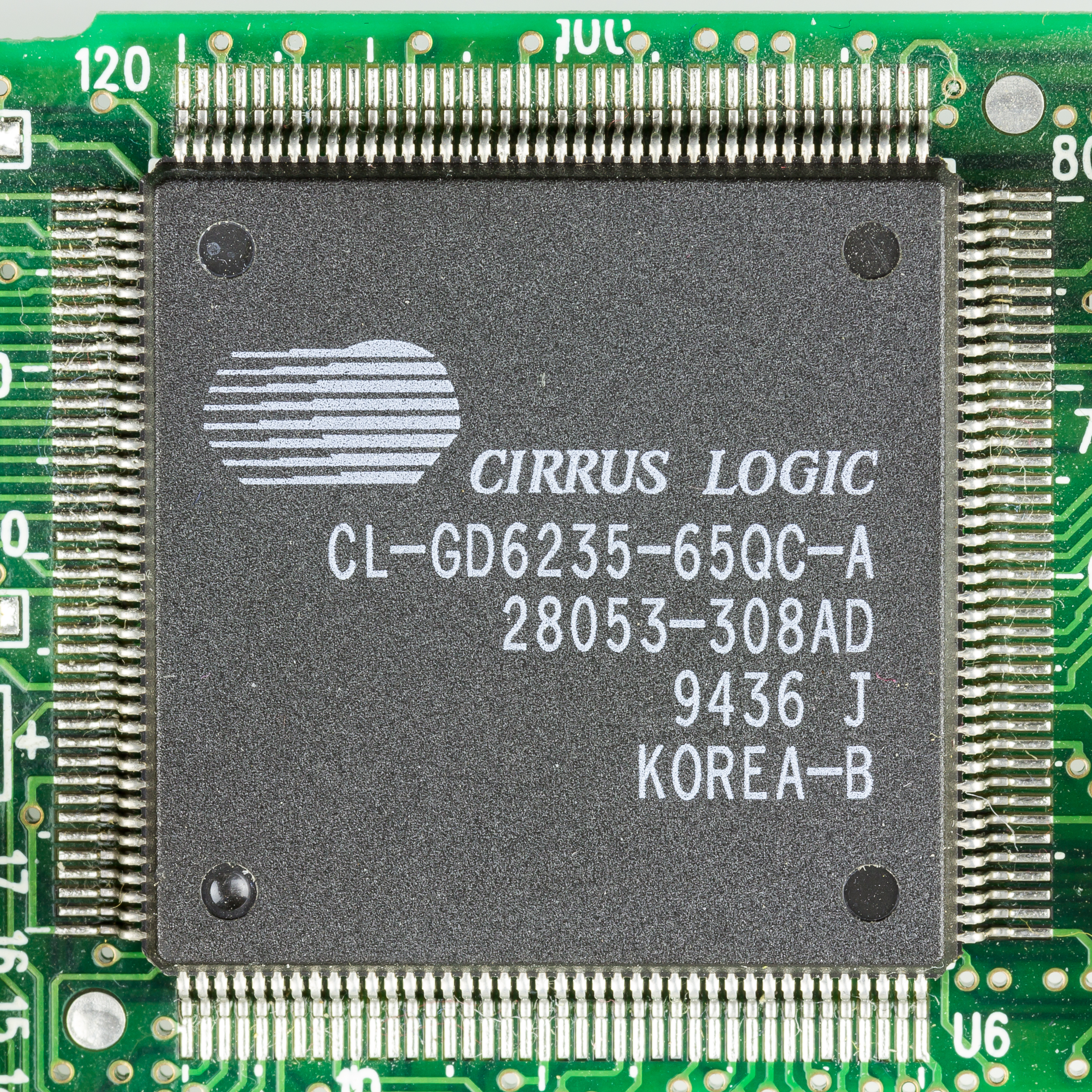
CL-GD6235

- CL-GD610 + CL-GD620 - (1989)
- CL-GD6420/CL-GD6440 Usada en algunos equipos portátiles, similar a los viejos chipsets Cirrus (5410/AVGA2).
- CL-GD6205/CL-GD6215/CL-GD6225/CL-GD6235 - Compatible con el CL-GD5420.
- CL-GD7541/CL-GD7542/CL-GD7543/CL-GD7548 - Compatible con el CL-GD5428/3x.

## Controladoras de disco duro
Cirrus fabrica varias soluciones en un solo chip basándose en su licencia de la arquitectura ARM. Alcanza gran éxito en un momento en que ha tenido que abandonar un mercado que lideró ante el empuje de los chips 3G, y le permite evolucionar otros productos. El incidente con los chips Himalaya y Numbur (25 % y 100 % defectuosos en la partida comprada por Fujitsu) y su pésima gestión, negando el problema cuando era de dominio público, causan el abandono de una línea de negocio hasta entonces exitosa.
- CL-SH7600 y CL-77760: optimización de la Magnetorresistencia dirigida a aumentar la densidad de almacenamiento, la simplificación del diseño de las unidades de disco magneto-resistivos que utilizan dos cabezas separadas para lectura y escritura.[2]
- 3Ci: integrando un núcleo ARM9E que se encarga del control de los servomotores, permite leer el canal para la adquisición de datos a 330 megabits por segundo, integra un controlador Ultra ATA 66 y de manejar la memoria de búfer y la memoria flash, solo necesita un preamplificador, la interfaz con el motor, la memoria de búfer y la memoria flash para armar un sistema de disco, integrando las funcionalidades de hasta 5 chips en uno solo. Recibe varios premios[3] y proporciona a la compañía unos ingresos seguros[4]
- Himalaya y Numbur: estos chips son tristemente célebres por haber causado que unos 5 millones de discos duros Fujitsu MPG se comercializaran con un fallo en los chips que acaba en cortocircuito debido a varios cambios en el molde epoxy que realiza un subcontratista de Cirrus. El fallo se revelaba a los meses de un uso normal, comenzado a pararse, comportarse erráticamente y hacer clics. Aunque el 100 % de los datos podían recuperarse gracias a que el resto del mecanismo estaba en buen estado, esto destrozó la reputación de los discos Fujitsu, que no vuelve a fabricar discos IDE de 3,5 y deja a Cirrus sin un cliente estratégico que acaba en demandas cruzadas.[5][6]

## Procesadores embebidos

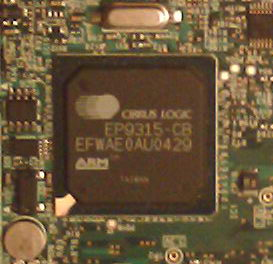
SoC CL-EP9315

Cirrus Logic ha desarrollado una amplia variedad de System on a chip (SoC) con núcleos ARM7 y ARM9, 

### ARM7
| Nombre    | Núcleo  | MHz     | Cache          | MMU | Ethernet | Encapsulado       |
| --------- | ------- | ------- | -------------- | --- | -------- | ----------------- |
| CL-EP7309 | ARM720T | 74      | 8 KB unificado | Sí  | No       | 208 LQFP 256 PBGA |
| CL-EP7311 | ARM720T | 90 & 74 | 8 KB unificado | Sí  | No       | 208 LQFP 256 PBGA |
| CL-EP7312 | ARM720T | 90 & 74 | 8 KB unificado | Sí  | No       | 208 LQFP 256 PBGA |

### ARM9
| Nombre    | MHz | Cache Data/Code | Ethernet | PCMCIA | IDE | Puertos USB 2.0 | interfaz de Pantalla | Motor gráfico | Math Crunch Engine | Touch/ADC | Encapsulado |
| --------- | --- | --------------- | -------- | ------ | --- | --------------- | -------------------- | ------------- | ------------------ | --------- | ----------- |
| CL-EP9301 | 166 | 16 K/16 K       | Sí       | No     | No  | 2               | No                   | No            | No                 | 5 ADC     | 208 TQFP    |
| CL-EP9302 | 200 | 16 K/16 K       | Sí       | No     | No  | 2               | No                   | No            | Sí                 | 5 ADC     | 208 LQFP    |
| CL-EP9307 | 200 | 16 K/16 K       | Sí       | No     | No  | 3               | Sí                   | Sí            | Sí                 | 8 wire    | 272 TFBGA   |
| CL-EP9312 | 200 | 16 K/16 K       | Sí       | No     | 2   | 3               | Sí                   | No            | Sí                 | 8 wire    | 352 PBGA    |
| CL-EP9315 | 200 | 16 K/16 K       | Sí       | Sí     | 2   | 3               | Sí                   | Sí            | Sí                 | 8 wire    | 352 PBGA    |